# Nannodastiidae
Nannodastiidae är en familj av tvåvingar. Nannodastiidae ingår i ordningen tvåvingar, klassen egentliga insekter, fylumet leddjur och riket djur. Enligt Catalogue of Life omfattar familjen Nannodastiidae 5 arter. 
Kladogram enligt Catalogue of Life:
| Nannodastiidae | \| \| Azorastia \| \| \| \| \| \| Nannodastia \| \| \| \| |
|                | \| \| Azorastia \| \| \| \| \| \| Nannodastia \| \| \| \| |
|                | Azorastia                                                 |
|                |                                                           |
|                | Nannodastia                                               |
|                |                                                           |